# Castalius rhode
Castalius rhode är en fjärilsart som beskrevs av Carl Heinrich Hopffer 1874. Castalius rhode ingår i släktet Castalius och familjen juvelvingar. Inga underarter finns listade i Catalogue of Life.